# Catarina Lindqvist
Anna Catarina Lindqvist, zamężna Ryan (ur. 13 czerwca 1963 w Kristinehamn) – szwedzka tenisistka, półfinalistka Australian Open 1987 i Wimbledonu 1989 w grze pojedynczej, uczestniczka WTA Finals w grze pojedynczej (1985, 1986, 1987, 1989), reprezentantka Szwecji w Fed Cup, Pucharze Hopmana i na letnich igrzyskach olimpijskich (1988, 1992).

## Kariera tenisowa
Kariera zawodowa praworęcznej Szwedki przypadła na lata 1983–1992. Pierwsze turniejowe zwycięstwo odniosła w 1984, pokonując w finale w StuttgarcieSteffi Graf. W 1985 była w finałach halowych międzynarodowych mistrzostw USA (przegrała z Haną Mandlíkovą) oraz w halowym turnieju w Filderstadt (porażka z Pam Shriver), a także pierwszym ćwierćfinale wielkoszlemowym (grudniowa edycja Australian Open, pokonała m.in. Shriver, przegrała z Kohde-Kilsch). Magazyn „World Tennis” uznał ją za zawodniczkę, która w 1985 poczyniła największe postępy.
Pierwszy półfinał wielkoszlemowy osiągnęła w Australian Open 1987. Rozstawiona z numerem 10, wyeliminowała wyżej notowane Manuelę Maleewą i Pam Shriver, a uległa dopiero Martinie Navrátilovej 3:6, 2:6. W 1989 była w półfinale Wimbledonu, tym razem jako zawodniczka nierozstawiona. Pokonała m.in. Natallę Zwierawą, Helenę Sukovą, w ćwierćfinale Rosalyn Nideffer. W półfinale ponownie musiała uznać wyższość Navrátilovej, tym razem ponosząc porażkę 6:7, 2:6. W ćwierćfinałach była ponadto na Wimbledonie w 1986 oraz w Australian Open w 1989. Cztery razy kwalifikowała się do turnieju WTA Finals. Ostatnie turniejowe zwycięstwo odniosła w 1991 w Oslo. Karierę zakończyła po US Open 1992 (przegrała w I rundzie z Sukovą). Zarobiła na korcie ponad milion dolarów. W deblu nie udało się jej wygrać turnieju, osiągnęła trzy finały WTA Tour.
Trenowana przez Brytyjczyka Johna Lloyda, poza wymienionymi wyżej miała na koncie zwycięstwa m.in. nad Wendy Turnbull, Claudią Kohde-Kilsch, Sylvią Haniką, Janą Novotną, Barbarą i Kathy Jordan, Ziną Garrison. Nie udało się jej natomiast nigdy pokonać dwóch wybitnych rywalek – Navrátilovej i Evert. W latach 1981–1992 reprezentowała kraj w Pucharze Federacji i miała m.in. udział w zwycięstwie nad USA w 1988 (pokonała wówczas Lori McNeil), kiedy Szwecja awansowała do ćwierćfinału rozgrywek. Swój ostatni reprezentacyjny mecz w 1992 przegrała z Polką Katarzyną Nowak 6:7, 7:6, 3:6, co stanowiło niespodziankę nie tylko ze względu na różnicę w rankingu, ale i poprzedni pojedynek tych tenisistek – w 1991 w Oslo Lindqvist wygrała bez straty gema.
Barw narodowych broniła także na dwóch imprezach igrzysk olimpijskich. W Seulu (1988) doszła do III rundy (pokonała m.in. Nathalie Tauziat, uległa Manueli Maleewej), cztery lata później w Barcelonie odpadła już w I rundzie z Meksykanką Angélicą Gavaldón. Przez osiem lat (1983–1991) pozostawała pierwszą rakietą Szwecji.
Uhonorowana w 2005 miejscem w Hall of Fame szwedzkiego tenisa, w październiku tegoż roku objęła funkcję kapitana reprezentacji w Fed Cup.
W lipcu 1988 wyszła za mąż za Amerykanina Billa Ryana.
Zwycięstwa turniejowe (wszystkie w grze pojedynczej)
- 1984 Hershey, Stuttgart
- 1986 Båstad (Swedish Open)
- 1990 Tokio (Suntory Open)
- 1991 Oslo

Finały turniejowe:
- gra pojedyncza:
  - 1985 US Indoors, Filderstatdt
  - 1986 Brighton
  - 1987 Båstad (Swedish Open)
  - 1989 Sydney
- gra podwójna:
  - 1983 Båstad (Swedish Open, z Marią Lindström)
  - 1987 Berlin (German Open, z Tine Scheuer-Larsen)
  - 1988 Oklahoma City (z Tine Scheuer-Larsen)